# Spiceworld: La pel·lícula
Spiceworld: La pel·lícula (títol original: Spice World The Movie) és un musical cinematogràfic sobre les aventures del grup femení Spice Girls, rodada durant 1997 al mateix temps que la banda gravava el seu segon disc Spiceworld. La pel·lícula mostra les Spice Girls, enfrontades a perillosos enemics, aventures dispars, destacant la lleialtat en l'amistat, posant-les a prova davant l'èxit i la fama. Spice World The Movie és fins avui la pel·lícula britànica no hollywoodienca més reeixida als Estats Units d'Amèrica. La cinta aconsegueix un èxit inesperat a tot el món, arribant a ser la segona pel·lícula més popular només després de Titanic durant el 1997. Ha estat doblada al català.

## Argument
Les Spice Girls s'enfronten al seu primer concert en directe en el Royal Albert Hall. Durant els cinc dies previs a aquest esdeveniment, el grup va a passar per les més insòlites aventures i les persecucions més desenfrenades. Seguint el pas de l'autobús de les Spice ens trobarem amb la vida d'aquestes noies, els seus assajos, programes de televisió, festes, discoteques de moda, etc. A més s'enfrontaran als paparazzi en el seu intent per destruir-les.
Producte del màrqueting de la indústria discogràfica, és un musical -sense amb prou feines guió- sobre el famós grup femení Spice Girls. Després d'arrasar amb els seus discos i desbancar als grups de nois com a fenomen fan per excel·lència, els productors van intuir un devessall cap a les sales de cinema per part de les fanàtiques seguidores del grup femení teen per excel·lència dels anys noranta, i no es van equivocar; en la seva primera setmana en exhibició va recaptar 1.500 milions de lliures als Estats Units, col·locant-se en 2ª posició en el Box Office. Després van vendre milions de còpies en vídeo. Després de complir 10 anys des del seu llançament, el 2007, juntament amb la gira The Return of the Spice Girls, les noies llancen una nova versió en dvd i blue ray sobre la seva pel·lícula, commemorant una dècada des de la seva estrena.

## Repartiment
- Les Spice Girls
  - Victoria Adams ("Posh Spice"): ella mateixa
  - Melanie Brown ("Scary Spice"): ella mateixa
  - Emma Bunton ("Baby Spice"): ella mateixa
  - Melanie Chisholm ("Sporty Spice"): ella mateixa
  - Geri Halliwell ("Ginger Spice"): ella mateixa
- Richard E. Grant: Clifford
- Claire Rushbrook: Deborah
- Roger Moore: El Cap
- Naoko Mori: Nicola
- Meat Loaf: Dennis
- Barry Humphries: Kevin McMaxford
- Jason Flemyng: Brad
- Richard O'Brien: Damien

## Rebuda
Premis 2004: Nominada als Premis Razzie: pitjor "musical" en 25 edicions 1998: Premi Razzie a la pitjor actriu (tot el grup). 7 nominacions, incloent pitjor pel·lícula
Crítica: "En perspectiva, doncs, aquest film és irregular i de vegades mancat de timing còmic. Però quan l'encerta (la seqüència dels assajos, la autoconsciència total, el final després del final) ho fa amb força."